# Карлгольм, Густав
Густав Карлгольм (швед. Gustav Gustavsson Carlholm, после получения дворянства Carlhjelm; 1657—1692) — лифляндский педагог. Окончил Упсальский университет, был профессором морали в шведском Тартуском университете; в 1691 году стал ректором.
Написал: «Diss. de Asilis» (Упсала, 1682); «Dissert. de ignibus speculatoriis» (Упсала, 1685); «Diss. de idea veri nobilis» (Дерпт, 1692).